# Громов, Сергей Николаевич
Сергей Николаевич Громов (род. 6 января 1959 года, село Аксу, Аксуский район, Талды-Курганская область, Казахская ССР, СССР) — казахстанский государственный деятель, депутат сената парламента Казахстана V и VI созывов (2013—2019).

## Биография
Окончил Джамбулский гидромелиоративно-строительный институт в 1981 году по специальности «инженер-гидротехник», Алма-Атинский институт политологии и управления в 1991 году по специальности «политолог», Университет «Аулие-Ата» в 2002 году по специальности «юрист».
1981—1983 гг. — ассистент, преподаватель, секретарь комитета комсомола Джамбулского гидромелиоративно-строительного института.
1983—1985 гг. — заведующий отделом Джамбулского обкома, первый секретарь Джувалинского райкома Ленинского коммунистического союза молодежи Казахстана.
1985—1987 гг. — секретарь парткома совхоза.
1987—1991 гг. — второй секретарь Луговского райкома партии.
1991—1992 гг. — начальник отдела внешнеэкономических связей АПК «Крымский» (Краснодарский край).
1992—1993 гг. — генеральный директор по производству компании «Аграрные технологии России» города Москвы.
1993—1996 гг. — первый заместитель генеральный директора АО «Алтрос», генеральный директор фирмы «Алтрос-Агро» (Краснодарский край).
1996—1998 гг. — директор представительства фирмы «Союз-Мунай» по Жамбылской области, старший менеджер по инвестициям фирмы «FESA Int.».
1998—2001 гг. — аким Меркенского района.
Май 2001 — январь 2003 гг. — первый заместитель акима Южно-Казахстанской области.
Январь 2003 — июнь 2003 гг. — директор департамента индустрии, торговли и поддержки малого бизнеса по Южно-Казахстанской области.
Июнь 2003 — март 2004 гг. — государственный инспектор организационного отдела администрации президента Республики Казахстан.
Апрель 2004 — 15 февраля 2007 г. — государственный инспектор государственный инспекции управления организационно-контрольной работы и кадровой политики, отдела государственный контроля и организационной работы администрации президента Республики Казахстан.
16 февраля — 4 июля 2007 года — руководитель центрального аппарата Народно-демократической партии «Нур Отан».
4 июля 2007 — ноябрь 2008 г. — заместитель председателя Народно-демократической партии «Нур Отан».
Ноябрь 2008 — сентябрь 2011 гг· — секретарь Народно-демократической партии «Нур Отан» — руководитель центрального аппарата.
Сентябрь 2011 — август 2013 гг. — заместитель министра обороны Республики Казахстан.
С август 2013 года по 12 августа 2019 года — депутат сената парламента Республики Казахстан, с января 2016 года — заместитель председателя сената.
С 14 августа 2019 года по январь 2021 года — вице-министр экологии, геологии и природных ресурсов Казахстана.

## Награды
- Орден «Курмет»
- Медаль «За трудовое отличие»
- Орден «Содружество» (24 ноября 2016 года, Межпарламентская ассамблея СНГ) — за активное участие в деятельности Межпарламентской Ассамблеи и её органов, вклад в укрепление дружбы между народами государств — участников Содружества Независимых Государств[6]
- Медаль «За укрепление парламентского сотрудничества» (26 ноября 2015 года, Межпарламентская ассамблея СНГ) — за особый вклад в развитие парламентаризма, укрепление демократии, обеспечение прав и свобод граждан в государствах — участниках Содружества Независимых Государств[7]
- Медаль «МПА СНГ. 25 лет» (27 марта 2017 года, Межпарламентская ассамблея СНГ) — за заслуги в деле развития и укрепления парламентаризма, за вклад в развитие и совершенствование правовых основ функционирования Содружества Независимых Государств, укрепление международных связей и межпарламентского сотрудничества[8]